# Jerzy Konieczny (politolog)
Jerzy Konieczny (ur. 27 maja 1951 w Łąkominie,  zm. 5 czerwca 2025) – polski politolog, profesor nauk humanistycznych.

## Życiorys
W 1980 r. ukończył studia politologiczne na Uniwersytecie Warszawskim, w 1986 r. obronił pracę doktorską, w 1998 r. habilitował się na podstawie pracy zatytułowanej Bezpieczeństwo publiczne w nagłych i nadzwyczajnych zagrożeniach środowiska. W 2002 r. uzyskał tytuł profesora nauk humanistycznych.
W latach 1982-2010 pracował w Akademii Medycznej (od 2007 Uniwersytecie Medycznym) im. Karola Marcinkowskiego w Poznaniu, równocześnie w latach 2002-2010 na Uniwersytecie Szczecińskim, w latach 2003-2006 na Uniwersytecie Warmińsko-Mazurskim w Olsztynie, od 2010 był zatrudniony na na Uniwersytecie im. Adama Mickiewicza w Poznaniu, gdzie od 2012 kierował Zakładem Studiów nad Bezpieczeństwem na Wydziale Nauk Politycznych i Dziennikarstwa. W latach 2023-2024 był dyrektorem Instytutu Nauk o Bezpieczeństwie Akademii Nauk Stosowanych im. Hipolita Cegielskiego w Gnieźnie Uczelni Państwowej
Był też pracownikiem naukowym w Collegium Da Vinci w Poznaniu, Akademii Nauk Stosowanych im. Stanisława Staszica w Pile, Wielkopolskiej Wyższej Szkole Humanistyczno-Ekonomicznej w Jarocinie i Państwowej Wyższej Szkole Zawodowej im. Witelona w Legnicy.
Pochowany 13 czerwca 2025 na cmentarzu powązkowskim w Warszawie.